# Stade Marseillais Université Club (handball)
Ne doit pas être confondu avec Olympique de Marseille Vitrolles ou Club sportif Marseille Provence Handball.
Le Stade Marseillais Université Club Handball est la section de handball du club omnisports du Stade Marseillais Université Club, situé à Marseille en France. À la fin des années 1980, la section masculine fusionne avec le Vitrolles HB pour donner le Vitrolles SMUC Handball qui deviendra l'Olympique de Marseille Vitrolles.
La section masculine évolue pour la saison 2015-2016 en Nationale 3 (poule 8). La section féminine évolue pour la saison 2014-2015 en Division 1 Départementale..

## Section masculine

### Palmarès
- Vainqueur du Championnat de France (5) : 1965, 1967, 1969, 1975 et 1984.
  - Finaliste en 1983.
- Vainqueur du Championnat de France de D2 (1) : 1956[2]
- Vainqueur de la Coupe de France (1) : 1976.
- Vainqueur du Championnat de France de moins de 18 ans (1) : 1962[3].

### Personnalités

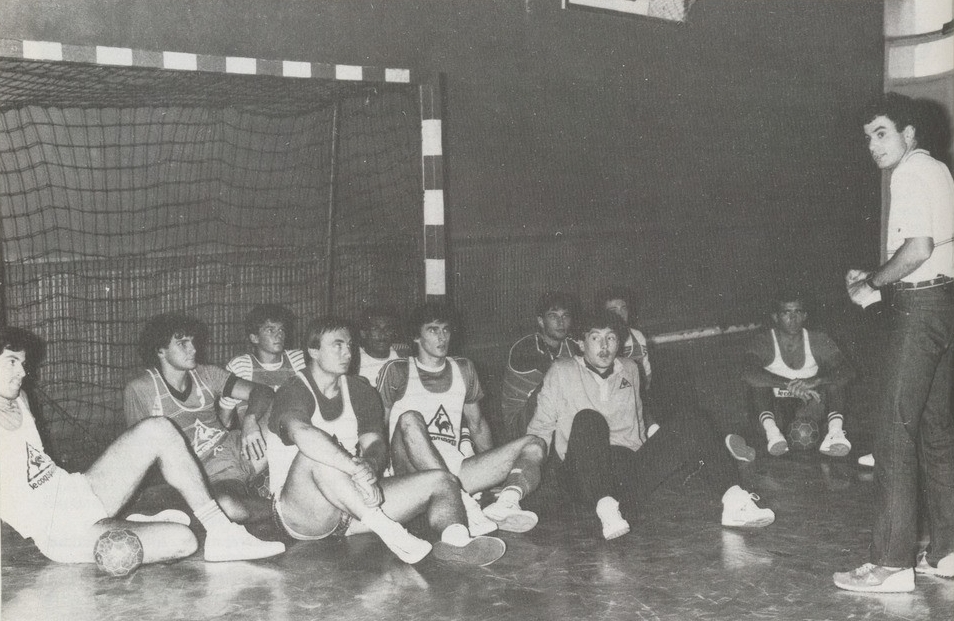
Philippe Bana avec les joueurs du SMUC en 1986.

- Roger Abrahamian, champion de France en 1966 (junior), 1967, 1969 et 1975 et vainqueur de la coupe de France en 1976 ;
- Philippe Bana, entraîneur de 1985 à 1988 ;
- Michel Cicut, international ;
- Jean-Jacques Cochard, joueur de 1985 à 1989 (puis à l'OM Vitrolles) ;
- Daniel Costantini évolue sous les couleurs du SMUC de 1949 à 1973 avant de devenir entraîneur de 1973 à 1985 ;
- Gilles Derot, joueur jusqu'en 1983 ;
- Jean Férignac, champion de France en 1965 ;
- Bernard Gaffet, meilleur buteur du Championnat de France en 1983-1984 et 1986-1987 ;
- Jacques Léone ;
- Bruno Martini y a commencé sa carrière de 1988 à 1991 ;
- Philippe Monneron, de 1981 à 1986 ;
- Velibor Nenadić (de), international yougoslave, dans les années 1980 ;
- Michel Obradović, entraîneur de 1988 à 1989 ;
- Michel Paolini, champion de France en 1965, 1967 et 1969 en tant qu'entraîneur/joueur ;
- Éric Quintin, formé au club ;
- Yves Roguinsky ;
- Alain Soulié, international.

### Bilan saison par saison
| Saison     | Niveau                                                                        | Classement                                                                    | Coupe de France                                                               | Coupe d'Europe                                                                |
| ---------- | ----------------------------------------------------------------------------- | ----------------------------------------------------------------------------- | ----------------------------------------------------------------------------- | ----------------------------------------------------------------------------- |
| avant 1963 | Championnat et classement inconnu                                             | Championnat et classement inconnu                                             | Championnat et classement inconnu                                             | Championnat et classement inconnu                                             |
| 1963-1964  | 1                                                                             | 6e Poule B                                                                    | Pas de compétition                                                            | N.Q.                                                                          |
| 1964-1965  | 1                                                                             | Champion                                                                      | Pas de compétition                                                            | N.Q.                                                                          |
| 1965-1966  | 1                                                                             | 3 à 6e (Poule haute)                                                          | Pas de compétition                                                            | C1 : 1/8 de finale                                                            |
| 1966-1967  | 1                                                                             | Champion                                                                      | Pas de compétition                                                            | N.Q.                                                                          |
| 1967-1968  | 1                                                                             | Demi-finales                                                                  | Pas de compétition                                                            | C1 : 1/8 de finale                                                            |
| 1968-1969  | 1                                                                             | Champion                                                                      | Pas de compétition                                                            | N.Q.                                                                          |
| 1969-1970  | 1                                                                             | 5e Poule A                                                                    | Pas de compétition                                                            | C1 : 2e tour                                                                  |
| 1970-1971  | 1                                                                             | 4e Poule B                                                                    | Pas de compétition                                                            | N.Q.                                                                          |
| 1971-1972  | 1                                                                             | 3e Poule B                                                                    | Pas de compétition                                                            | N.Q.                                                                          |
| 1972-1973  | 1                                                                             | 5e Poule B                                                                    | Pas de compétition                                                            | N.Q.                                                                          |
| 1973-1974  | 1                                                                             | 4e Poule A                                                                    | Pas de compétition                                                            | N.Q.                                                                          |
| 1974-1975  | 1                                                                             | Champion                                                                      | Pas de compétition                                                            | N.Q.                                                                          |
| 1975-1976  | 1                                                                             | 4e Poule B                                                                    | Vainqueur                                                                     | C1 : 1/8 de finale                                                            |
| 1976-1977  | 1                                                                             | Demi-finales                                                                  | Pas de compétition                                                            | C2 : 1/4 de finale                                                            |
| 1977-1978  | 1                                                                             | 5e Poule A                                                                    | ?                                                                             | N.Q.                                                                          |
| 1978-1979  | 1                                                                             | 3e Poule B                                                                    | Pas de compétition                                                            | N.Q.                                                                          |
| 1979-1980  | 1                                                                             | 3e Poule A                                                                    | Pas de compétition                                                            | N.Q.                                                                          |
| 1980-1981  | 1                                                                             | 3e Poule Niv.1                                                                | Pas de compétition                                                            | N.Q.                                                                          |
| 1981-1982  | 1                                                                             | 4e Poule Niv.1                                                                | Pas de compétition                                                            | C3 : 1/8 de finale                                                            |
| 1982-1983  | 1                                                                             | Finale                                                                        | Pas de compétition                                                            | N.Q.                                                                          |
| 1983-1984  | 1                                                                             | Champion                                                                      | Pas de compétition                                                            | C2 : 1/8 de finale                                                            |
| 1984-1985  | 1                                                                             | 4e                                                                            | 1/4 de finale                                                                 | C1 : 1/8 de finale                                                            |
| 1985-1986  | 1                                                                             | 3e                                                                            | 1/8 de finale                                                                 | N.Q.                                                                          |
| 1986-1987  | 1                                                                             | 3e                                                                            | 1/2 finale                                                                    | C3 : 1er tour                                                                 |
| 1987-1988  | 1                                                                             | 6e                                                                            | Pas de compétition                                                            | N.Q.                                                                          |
| 1989-1990  | Le club fusionne avec le Vitrolles HB pour former le Vitrolles SMUC Handball. | Le club fusionne avec le Vitrolles HB pour former le Vitrolles SMUC Handball. | Le club fusionne avec le Vitrolles HB pour former le Vitrolles SMUC Handball. | Le club fusionne avec le Vitrolles HB pour former le Vitrolles SMUC Handball. |

Légende
- Vainqueur
- Finaliste
- Demi-finaliste ou troisième

Coupes d'Europe : C1 = Coupe des clubs champions, C2 = Coupe des vainqueurs de coupe, C3 = Coupe de l'IHF.

### Parcours européen
Le SMUC compte 6 participations en Coupe d'Europe. Sa meilleure performance est une qualification en quarts de finale de Coupe des Coupes lors de la saison 1976-1977.
| Compétition                         | N° | Tour               | Club            | Aller | Total | Retour | Club              | N° |
| ----------------------------------- | -- | ------------------ | --------------- | ----- | ----- | ------ | ----------------- | -- |
| Coupe des clubs champions 1965-1966 | 1  | Huitième de finale | RK Zagreb       | 30-16 | 47-31 | 17-15  | SMUC              | 2  |
| Coupe des clubs champions 1967-1968 | 3  | Huitième de finale | VfL Gummersbach | 18-8  | 37-21 | 19-13  | SMUC              | 4  |
| Coupe des clubs champions 1975-1976 | 5  | Huitième de finale | SMUC            | 18-20 | 30-37 | 12-17  | KFUM Fredericia   | 6  |
| Coupe des Coupes 1976-1977          | 7  | Huitième de finale | FC Porto        | 18-26 | 35-47 | 17-21  | SMUC              | 8  |
| Coupe des Coupes 1976-1977          | 9  | Quart de finale    | SMUC            | 19-27 | 36-60 | 17-33  | Partizan Bjelovar | 10 |
| Coupe de l'IHF 1981-1982            | 11 | Huitième de finale | SMUC            | 15-19 | 34-35 | 19-16  | Pfadi Winterthur  | 12 |
| Coupe des Coupes 1983-1984          | 13 | Huitième de finale | SMUC            | 17-24 | 49-65 | 32-41  | RK Sloga Doboj    | 14 |
| Coupe des clubs champions 1984-1985 | 15 | Seizième de finale | SMUC            | 24-16 | 45-43 | 21-27  | Cierre Scafati    | 16 |
| Coupe des clubs champions 1984-1985 | 17 | Huitième de finale | Geleen Herschi  | 24-20 | 45-43 | 21-23  | SMUC              | 18 |
| Coupe de l'IHF 1986-1987            | 19 | Premier tour       | SMUC            | 19-16 | 39-41 | 20-25  | ABC Braga         | 20 |

## Section féminine

### Palmarès
- Championnat de France (1)
  - Champion : 1967.

- Championnat de France de deuxième division
  - Vice-champion : 1972.

Handball à onze
- Championnat de France (1)
  - Champion : 1944 (Zone Sud)[4]

### Bilan saison par saison
| Saison    | Division                  | Classement/Tour final | Coupe de France     | Coupe d'Europe    |
| --------- | ------------------------- | --------------------- | ------------------- | ----------------- |
| 1960-1961 | Excellence (D2)           | Vainqueur en barrages | Pas de compétition  | N.Q.              |
| 1961-1962 | Nationale (D1)            | 1/4 finales           | Pas de compétition  | N.Q.              |
| 1962-1963 | Nationale (D1)            | 1/4 finale            | Pas de compétition  | N.Q.              |
| 1963-1964 | Nationale (D1)            | 2e Poule A            | Pas de compétition  | N.Q.              |
| 1964-1965 | Nationale (D1)            | 3e Poule C            | Pas de compétition  | N.Q.              |
| 1965-1966 | Nationale (D1)            | 2e Poule Sud          | Pas de compétition  | N.Q.              |
| 1966-1967 | Nationale (D1)            | Champion              | Pas de compétition  | N.Q.              |
| 1967-1968 | Nationale (D1)            | ?                     | Pas de compétition  | C1 : Premier tour |
| 1968-1969 | Nationale (D1)            | 4e Poule Est          | Pas de compétition  | N.Q.              |
| ...       |                           |                       |                     |                   |
| 1971-1972 | Excellence (D2)           | Finaliste             | Pas de compétition  | N.Q.              |
| 1972-1973 | Nationale (D1)            | 7e Poule B            | Pas de compétition  | N.Q.              |
| ...       |                           |                       |                     |                   |
| 1975-1976 | Nationale 2 (D2)          | 1er Poule A           | Pas de compétition  | N.Q.              |
| ...       |                           |                       |                     |                   |
| 1979-1980 | Nationale 2 (D2)          | Poule C               | Pas de compétition  | N.Q.              |
| 1980-1981 | Nationale 2 (D2)          | Poule D               | Pas de compétition  | N.Q.              |
| 1981-1982 | Nationale 2 (D2)          | 1er Poule F           | Pas de compétition  | N.Q.              |
| ...       |                           |                       |                     |                   |
| 1984-1985 | Nationale 1B (D2)         | ?                     | Huitièmes de finale | N.Q.              |
| ...       |                           |                       |                     |                   |
| 1990-1991 | Nationale 2 (D3)          | ?                     | N.Q.                | N.Q.              |
| 1991-1992 | Nationale 2 (D3)          | ?                     | N.Q.                | N.Q.              |
| 1993-1994 | Nationale 2 fédérale (D3) | ?e Poule 6            | N.Q.                | N.Q.              |

- Vainqueur
- Promotion en division supérieure
- Relégation en division inférieure

### Parcours européen
Le SMUC compte une seule participation en Coupe d'Europe, la Coupe d'Europe des clubs champions en 1967-1968, conséquence du titre de champion de France en 1967. Le club est éliminé dès le premier tour, étant largement défait par les Polonaises du Cracovia (9 à 28 à l'aller et 9 à 20 au retour).

## Présidents
- ? : avant 1999
- Marc Djabali : de 1999 à 2011
- Jean-François Prieur : de 2011 à 2013
- Dominique Tésorière : de 2013 à 2021